# J. T. Gray
(en) Statistiques sur pro-football-reference
Juantavius Tavon « J. T. » Gray (né le 18 janvier 1996 à Clarksdale dans l'État du Mississippi aux États-Unis) est un sportif professionnel américain de football américain évoluant au poste de safety et spécialiste des unités spéciales dans la National Football League (NFL) depuis la saison 2018 pour les Saints de La Nouvelle-Orléans.
Au niveau universitaire, il a joué pendant quatre saisons (2014-2017) pour les Bulldogs de Mississippi State de l'université d'État du Mississippi dans la NCAA Division I FBS.

## Biographie
Gray est recruté comme athlète sans position assigné en prévision de sa carrière universitaire. Classé comme le 620 meilleur espoir au pays, il rejoint les Bulldogs de Mississippi State, l'une des deux seules universités qu'il avait visité, l'autre étant Iowa State.
Gray débute à Mississippi State comme outside linebacker, mais retourne au poste de safety, où il avait joué au secondaire, en 2017. Non drafté en 2018, la NFL le classe comme 45e meilleur defensive back parmi les joueurs non-repêchés, juste derrière A. J. Moore. Il signe alors avec les Saints de La Nouvelle-Orléans.
Gray fait sa place sur les unités spéciales des Saints. Il est nommé sur la seconde équipe All-Pro en 2019, mais reste très limiter dans son temps de jeu sur les unités défensives. En 2021, il est nommé sur l'équipe All-Pro en plus de faire son premier Pro Bowl. À la fin de la saison, il signe un nouveau contrat de deux ans d'une valeur de quatre millions de dollar. Il resigne en 2023 pour trois ans, le contrat ayant une valeur totale de 9 600 000$.